# Józef Kleofas Wojciech Górski

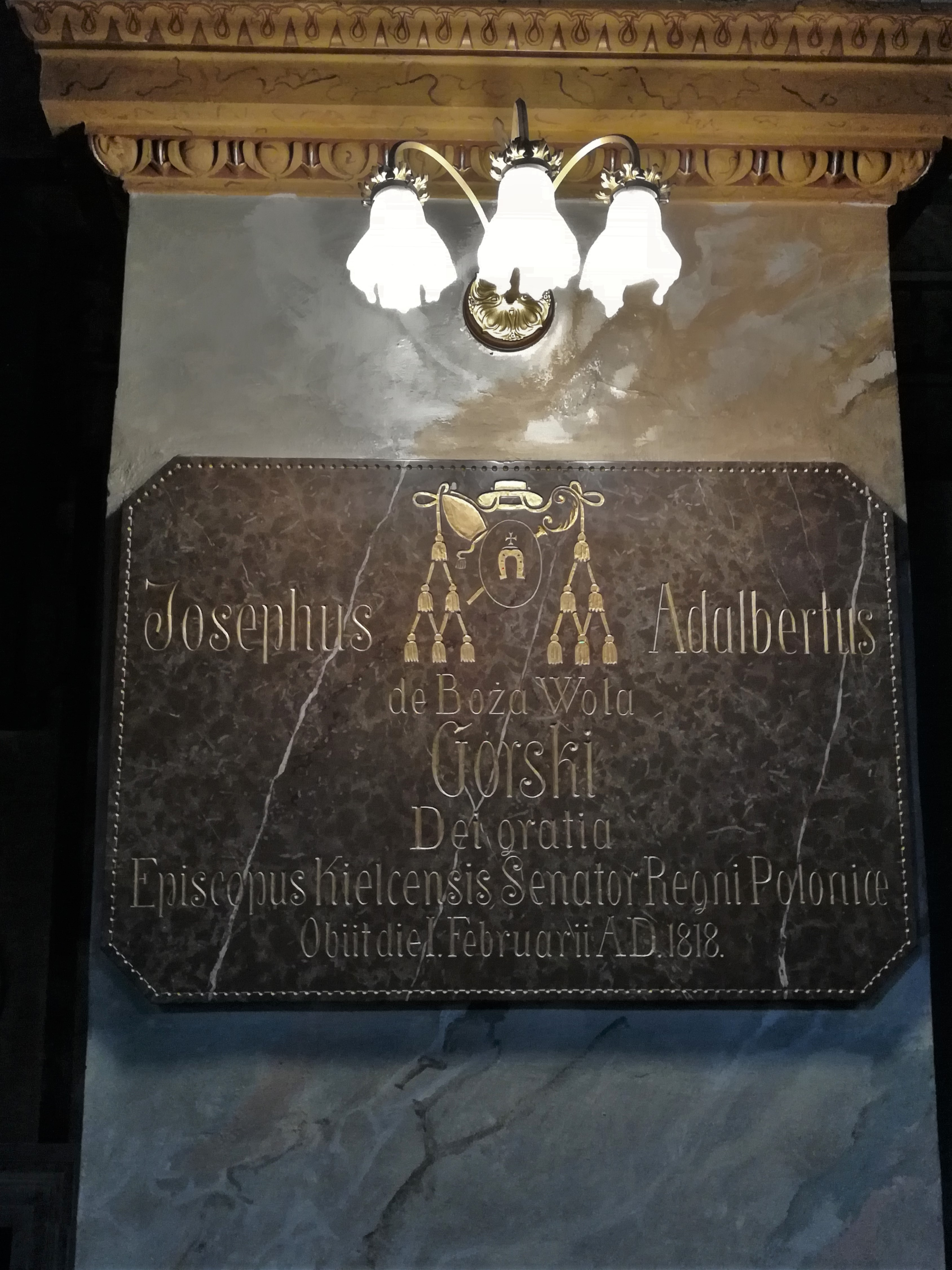
Epitafium biskupa Wojciecha Górskiego w katedrze kieleckiej

Józef Kleofas Wojciech Górski (ur. 31 marca 1739 w Makowie Mazowieckim, zm. 1 lutego 1818) – polski duchowny rzymskokatolicki, biskup diecezjalny kielecki w latach 1809–1818.
Pochodził z rodziny szlacheckiej Górskich herbu Bożawola. Był synem Stanisława, burgrabiego łukowskiego, i Bogumiły z Karskich.
Święcenia kapłańskie przyjął w 1769. 26 czerwca 1805 mianowany został pierwszym w historii biskupem diecezjalnym diecezji kieleckiej. Sakrę biskupią otrzymał 15 października 1809.
W 1810 został mianowany senatorem Księstwa Warszawskiego.